# Oxuderces wirzi
Oxuderces wirzi  é uma espécie de peixe da família Gobiidae e da ordem Perciformes.

## Morfologia
- Os machos podem atingir 10,5 cm de comprimento total.[6][7]

## Habitat
É um peixe de clima tropical e demersal.

## Distribuição geográfica
É encontrado na Oceania: Papua-Nova Guiné e no Norte de Austrália.

## Observações
É inofensivo para os humanos.